# Seumepark (Grimma)

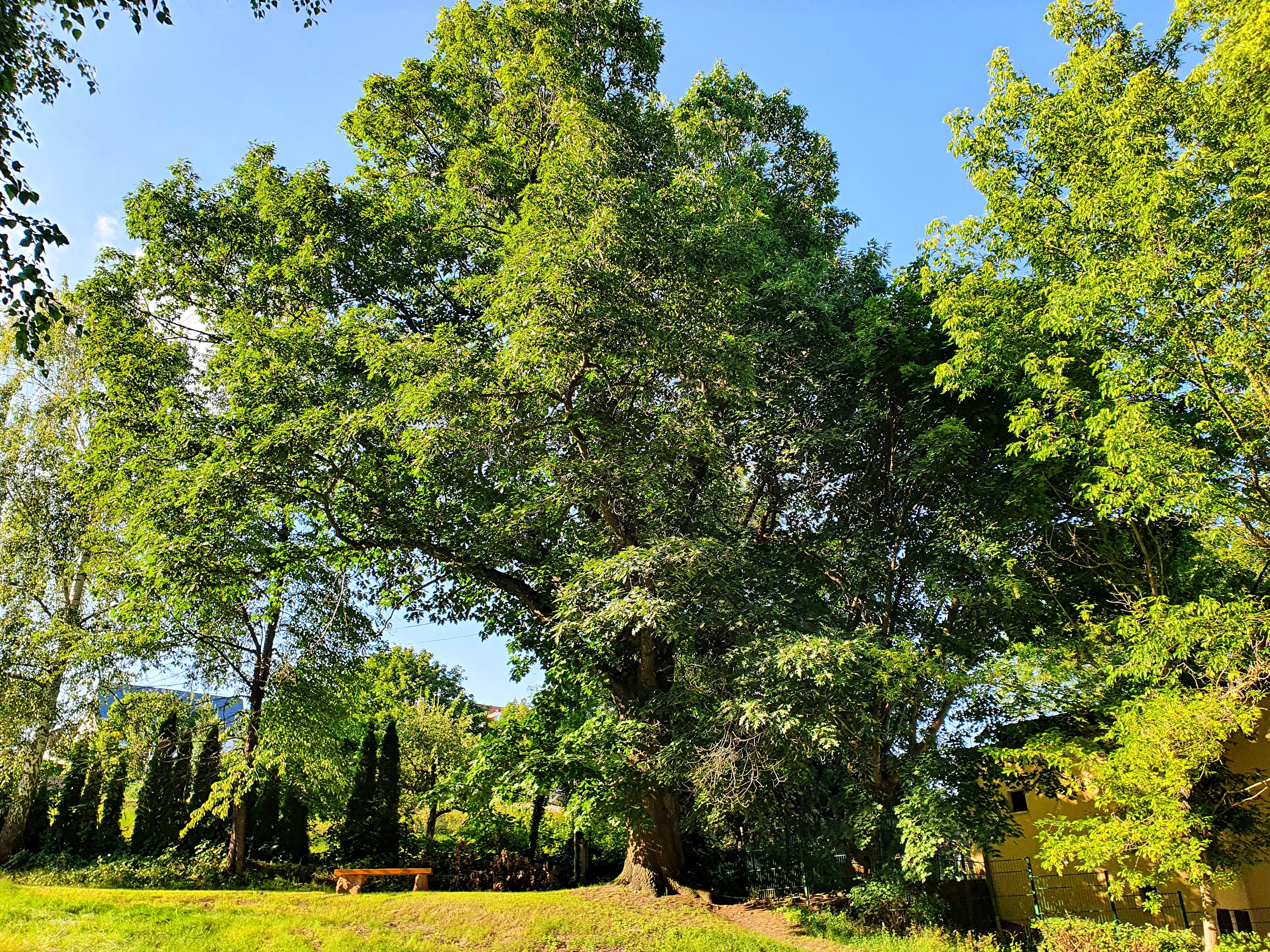
Eiche mit Parkbank

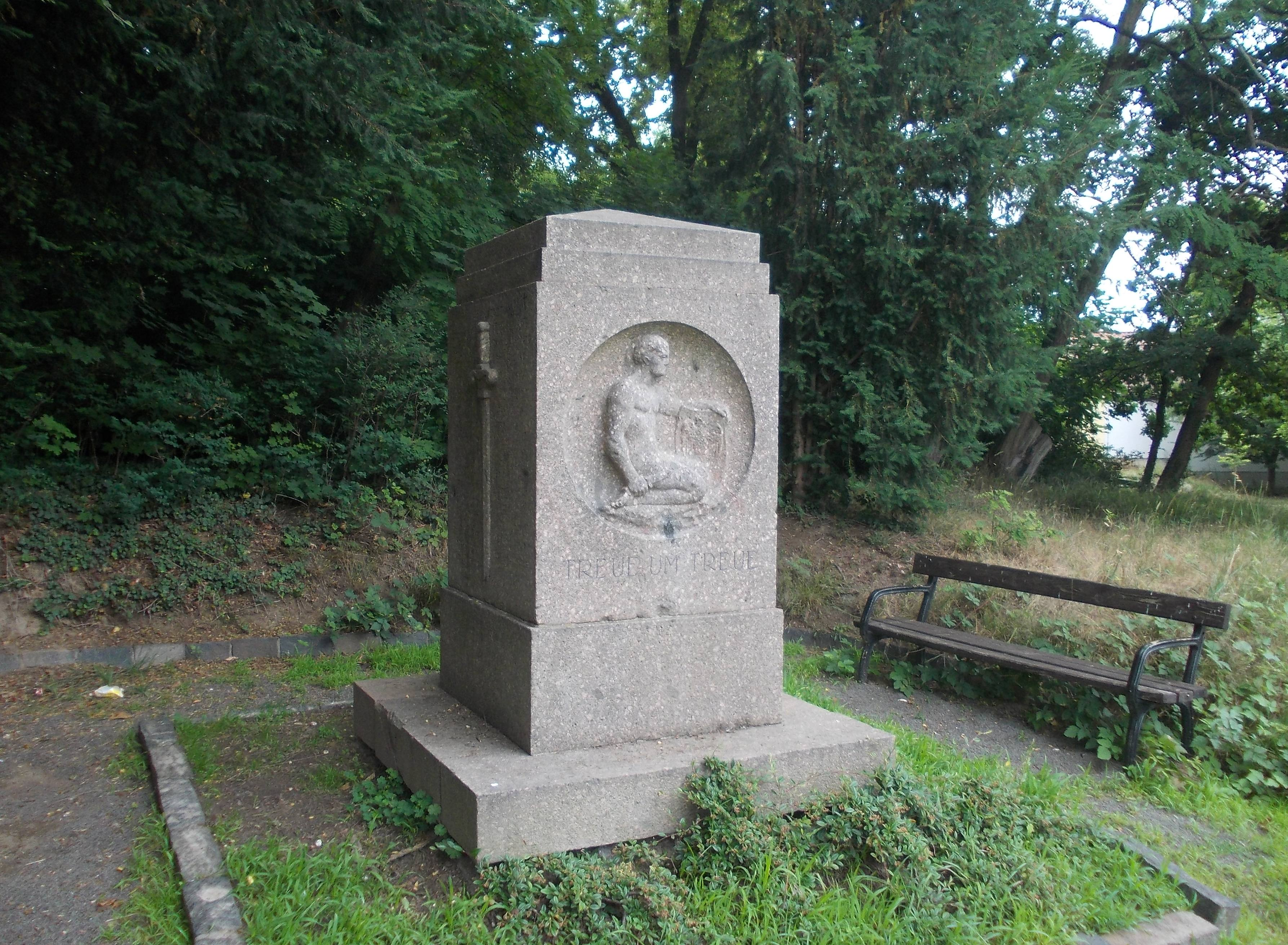
Weltkriegsdenkmal im Seumepark

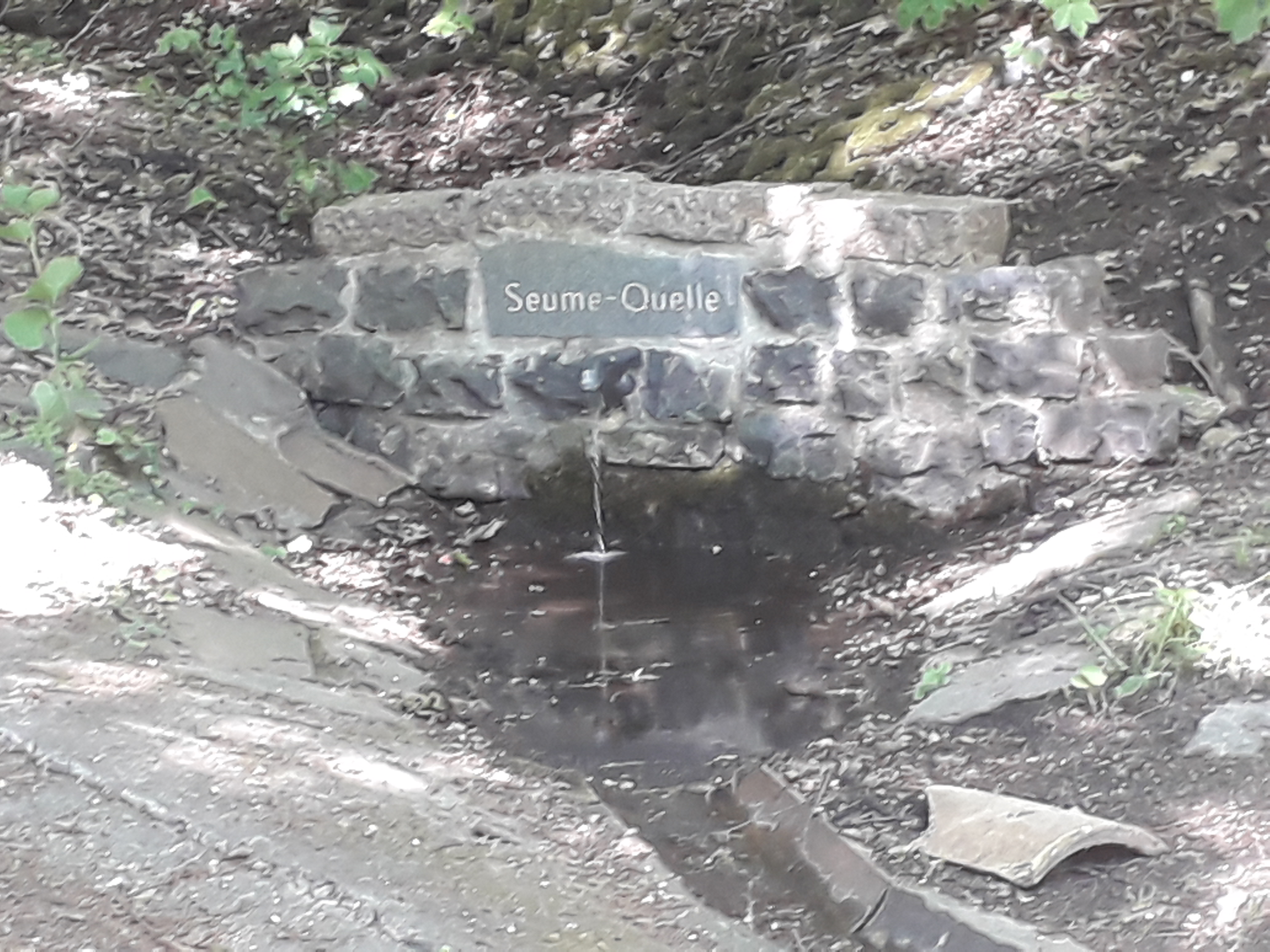
Seume-Quelle im Seumepark

Der Seumepark, auch bekannt als Platzmannscher Park und Hohnstädter Park, ist ein ortsbildprägendes Gartendenkmal im Grimmaer Stadtteil Hohnstädt. Der etwa 12 Hektar große Waldpark ist nach dem Dichter und Schriftsteller Johann Gottfried Seume (1763–1810) benannt, der einige Jahre in Grimma als Korrektor wirkte und dort im Dezember 1801 seinen bekannten „Spaziergang nach Syrakus“ begann.

## Beschreibung
Der Seumepark besteht aus einem artenreichen Mischwald. Die Wege der Anlage sowie besondere Aussichtspunkte gewähren einen guten Blick auf das angrenzende Muldental. Zum Park gehören eine eingefasste Quelle, die Seume-Quelle, und zwei Teichketten, die stufenweise gestaffelt sind. Mit dem Wasser einer der Teichketten wurde in früheren Zeiten die Grundmühle angetrieben. Durch eine Privatinitiative Grimmaer Bürger und Bürgerinnen entstand 2021 im Seumepark ein naturnaher Spielplatz mit Boulebahn, Sprunggrube, Sandkasten, Kletterplatz, Klangspiel, Balancier- und Fühlpfad. Ein weiteres Angebot des Seumeparks ist ein 1,7 km langer Radcross-Weg.
Vom Seumepark zu unterscheiden ist der angrenzende klassische englische Landschaftsgarten des Göschenhauses, zu dem auch ein kleiner Weinberg gehört. Der rund 4300 m² große Privatgarten wurde von Georg Joachim Göschen (1752–1828) im Jahr 1800 angelegt. Er ist bis heute fast unverändert erhalten und von seiner Art her einmalig im Bundesland Sachsen.
In Grimma-Hohnstädt gibt es einen Seumeparkweg.

## Geschichte
Anfang des 19. Jahrhunderts als landschaftlicher Park auf dem Gelände des damaligen Rittergutes Hohnstädt entstanden, wurde der Park im Jahr 1832 durch T. A. Platzmann erworben und 1868 umgestaltet. Nach 1918 wurde ein Weltkriegsdenkmal errichtet. Die Einweihung fand am 10. September 1922 statt.